# Hipster (20. Jahrhundert)
Ein Hipster war ein Angehöriger einer hauptsächlich in den USA verbreiteten urbanen Subkultur einer gesellschaftlichen Generation der Mitte des 20. Jahrhunderts.
Der Hipster ist eine modernere, US-amerikanische Ausprägung des europäischen Bohemiens des 19. und frühen 20. Jahrhunderts. Prägend für das Rollenmodell waren vor allem zwei Gruppen seinerzeit avantgardistischer Künstler, nämlich die (vorwiegend schwarzen) Musiker, die mit dem Bebop den modernen Jazz aus der Taufe hoben, und die (größtenteils weißen) Dichter, die heute unter dem Begriff Beat Generation zusammengefasst werden.
Hipster definierten sich selbst wesentlich über die Eigenschaft der Hipness (das zugehörige Adjektiv lautet hip). Dass dieser Begriff für den Außenstehenden (den so genannten square, ungefähr so viel wie „Spießer“, also konventionell, konservativ) nicht völlig verständlich war, zeigt sich am besten in einer bekannten „Definition“, die der Jazz-Altsaxophonist Cannonball Adderley gegeben hat: „Hipness is not a state of mind, it’s a fact of life.“
Der Name wurde Ende der 1940er Jahre von dem Boogie-Pianisten und Sänger Harry „The Hipster“ Gibson geprägt.

## Begriffe
Der an sich bedeutungsgleiche Begriff Beatnik bezieht sich im heutigen Sprachgebrauch vor allem auf die weißen Angehörigen der Subkultur. Dagegen kommen ältere Varianten wie hep, hepcat usw. im Zusammenhang mit den (schwarzen) Vorläufern der Hipster aus den 30er Jahren vor, wie sie etwa von dem Sänger Cab Calloway verkörpert werden (siehe auch „hip“).

## Szene, Sprache, Mode
Die eigentliche Szene blieb bis zu ihrer langsamen Auflösung zu Beginn der 1960er Jahre immer eine kleine, relativ überschaubare Gruppe. Ihre Mitglieder frequentierten Galerien, Theater, Cafés und Clubs in Manhattan, wo sie zum größten Teil auch lebten. Der Journalist und Jazzkritiker David H. Rosenthal schildert die Welt der Hipster folgendermaßen:

“Bohemian Manhattan was an intimate, small-scale scene: a band of outsiders easily recognizable by their dress and demeanor. […] Being few in number, they were obliged to stick together; in Eisenhower’s blandly conformist America, all weirdoes were brothers until the opposite was proven”

„Die Bohème Manhattans war eine intime, kleine Szene: eine Truppe von Außenseitern, die durch Kleidung und Benehmen leicht erkennbar war. Aufgrund ihrer kleinen Zahl waren sie gezwungen, zusammenzuhalten; im reizlosen Konformismus der Eisenhower-Ära betrachteten sich alle Ausgeflippten bis zum Beweis des Gegenteils zunächst einmal als Brüder“

Rosenthals Aussage gewinnt an Schärfentiefe, wenn man bedenkt, dass die „Mitglieder“ der Szene aus zum Teil extrem verschiedenen sozialen Verhältnissen stammten. So lebte der Saxophonist Charlie Parker, der ursprünglich im schwarzen Proletariat des provinziellen Kansas City aufgewachsen war, längere Zeit als Untermieter bei der mondänen Baronesse Pannonica de Koenigswarter, einer ehemaligen Résistance-Kämpferin aus dem englischen Zweig der Rothschild-Familie, die unter den Hipstern das „europäische“ Element repräsentierte.

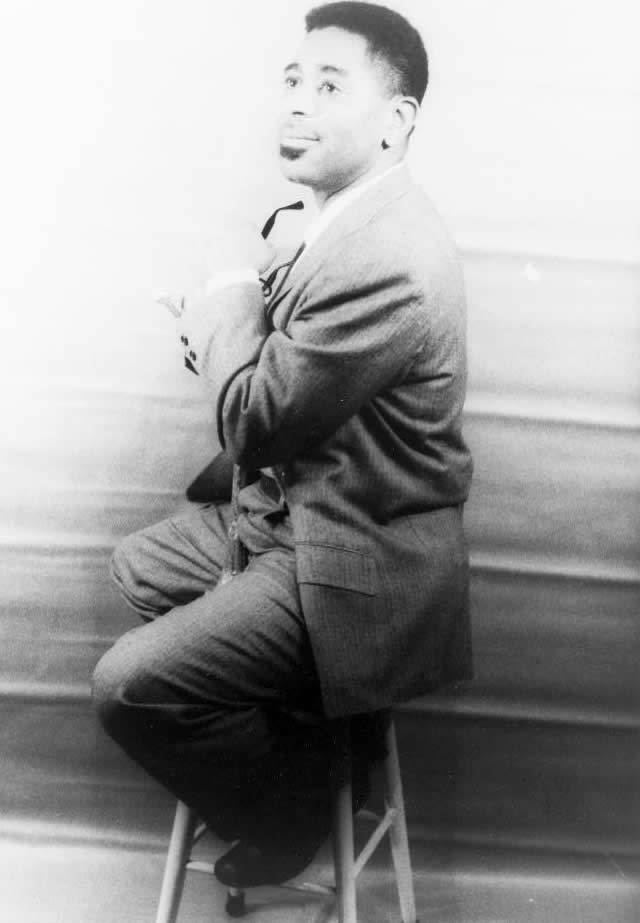
Dizzy Gillespie, Vorbild vieler Hipster (Foto: Carl van Vechten)

Der spezielle Soziolekt der Hipster beruhte auf einer verschlüsselten Umdeutung der Alltagssprache, wie zum Beispiel im Falle des Wortes pad (engl. „Matte“), das zunächst einmal – wegen der inhaltlichen Verwandtschaft, aber auch der klanglichen Ähnlichkeit – die Bedeutung bed („Bett“) annahm und sich von dort ausgehend als pars pro toto zum Slangbegriff für „Wohnung“ etablierte. Viele Wörter des hipster lingo konnten je nach Gesprächssituation durchaus verschiedene Konnotationen annehmen, zum Beispiel im Falle des Verbs dig (eigentlich „graben“), das sowohl „begreifen, kapieren“ als auch „mögen, stehen auf, zu schätzen wissen“ meinen kann. Der zentrale Begriff des Hipsters, cool, hat ohne nennenswerten Bedeutungswandel seinen Weg in die moderne (nicht nur englische) Umgangssprache gefunden, auch die Sammelbezeichnung cat oder kat („Katze“) für eine beliebige Person wird noch heute verstanden.
Zur Zeit der Hipster-Mode (gelegentlich auch bop fad genannt) um 1950 zeichnete sich, wer „angesagt“ sein wollte, durch eine Reihe typischer, wenn nicht gar klischeehafter Verhaltensweisen aus:
- Man trug vorzugsweise eine Baskenmütze, schwarze Kleidung und selbst in der Dunkelheit eines verrauchten Jazzclubs eine Sonnenbrille.

- Der männliche Hipster ließ sich gern einen Soul Patch (Unterlippenbart) nach Vorbild Dizzy Gillespies oder ein Goatee („Ziegenbärtchen“) stehen.

- Eine gewisse Affinität zum Konsum illegaler Drogen gehörte zum „guten Ton“, Marihuana (pot) war allgegenwärtig und die Heroinsucht aufgrund von Vorbildern wie Charlie Parker und William S. Burroughs zumindest weitverbreitet.

- Eine „coole“, unaufgeregte Zustimmung zu den Kunstwerken der amerikanischen Avantgarde – seien es nun der abstrakte Expressionismus eines Jackson Pollock, die „schrägen“ bebop heads der Platten Parkers und Gillespies, die beat poetry von Allen Ginsberg oder eine neue Inszenierung des Living Theatre – wurde vorausgesetzt.

## Afroamerikanische Musiker und weiße Dichter

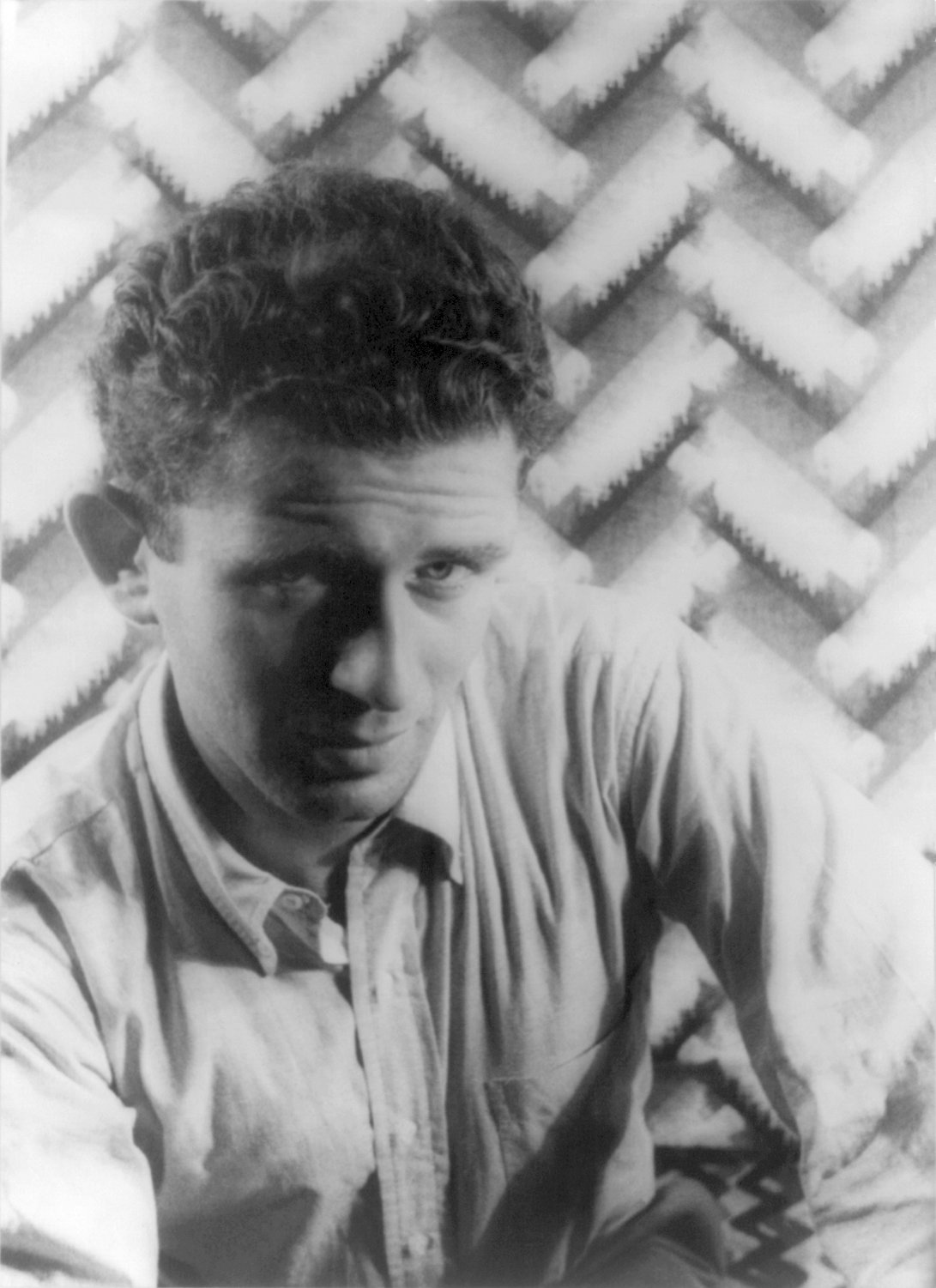
Norman Mailer 1948 (Foto: Carl van Vechten)

Eine breitere Öffentlichkeit lernte den Begriff durch ein 1956 veröffentlichtes Buch von Norman Mailer kennen, The White Negro: Superficial Reflections on the Hipster (deutsch 1957 unter dem Titel Der weiße Neger). Auch wenn der Essay innerhalb der Subkultur heftig kritisiert wurde, beschreibt der Autor doch zutreffend, dass die Hipster-Szene der 40er und 50er Jahre die einzige Nische in der noch ganz von der Rassentrennung dominierten Gesellschaft der USA war, in der sich Menschen unterschiedlicher Hautfarbe vergleichsweise unbefangen begegnen konnten:

“The source of Hip is the Negro, for he has been living on the margin between totalitarianism and democracy for two centuries”

„Die Quelle der Hipness ist der Neger, denn er lebt seit zwei Jahrhunderten auf der Schwelle zwischen Totalitarismus und Demokratie“

Genau genommen betrachteten die jungen Weißen ihre schwarzen Altersgenossen sogar in vieler Hinsicht und ganz im Sinne von Mailers Darstellung als Vorbilder, deren Sprechweise und Lebensgewohnheiten sie zu imitieren trachteten. In der US-amerikanischen Popkultur setzte diese Art der Inszenierung einen anderen Ton: weder den der reinen Parodie wie in frühen Blackface-Darstellungen, noch den einer möglichst „weiß“ erscheinenden Aneignung ursprünglich afroamerikanischer Kultur (Swing, Rock ’n’ Roll), vielmehr wurde das Schwarz-Sein in einem positiven Sinn betont: ähnlich wie Jahrzehnte später die mainstreamwirksamere weiße Inszenierung eines schwarzen Gangsta-Rap-Vorbilds als weißer Pimp.
Die Hipster-Kultur entstand in einem Klima politischer Desillusionierung. Die Hoffnungen der afroamerikanischen Community, durch ihre Teilnahme am Zweiten Weltkrieg etwas Emanzipation erkämpft zu haben, zerschlugen sich schnell. Ebenso litt die ehemals unter weißen Intellektuellen einflussreiche Kommunistische Partei der USA unter dem repressiven Klima des frühen Kalten Kriegs, die einst radikalen Gewerkschaften begannen sich auf rein ökonomische Forderungen zu beschränken. Die afroamerikanische Gemeinschaft sah sich auf ihre sozial unterprivilegierte Rolle zurückgeworfen, die weißen Intellektuellen mussten jede Hoffnung auf eine radikale Änderung des Systems aufgeben. In der Hipster-Szene und ihrer Bewunderung schufen sich beide einen Freiraum und einen Gegenentwurf zum damals vorherrschenden weißen Wohlstands-Suburbia. Im Gegensatz zu früheren Bewegungen war dieser aber nur noch vage politisch, wurde eher von einigen Schriftstellern so interpretiert, wie er es nach Meinung der Protagonisten war oder sein sollte.
Die weitgehende politische Indifferenz der Hipster zeigt sich besonders deutlich im Vergleich zur etwa zeitgleichen Subkultur des Existenzialismus in Westeuropa, der maßgeblich an einer Politisierung der „Bohème“ mitwirkte und letztlich in der 68er-Bewegung mündete.

## Nachwirkungen
Im Sprachgebrauch der Hipster war „Hippie“ eine herabsetzende Bezeichnung für einen Möchtegern-Hipster; der Bedeutungswandel zur eher positiven Besetzung des Begriffs begann erst in den 60er Jahren mit einer neuen Form der Jugendkultur. Ende der 1990er Jahre erfuhr der ursprüngliche Terminus „Hipster“, mit einer zeitgenössischen Bedeutung versehen, ein kurzzeitiges Revival, das aber im Wesentlichen auf die USA beschränkt blieb. Im frühen 21. Jahrhundert erlebt er schließlich erneut eine weite Verbreitung, allerdings mit einer anderen inhaltlichen Bedeutung.